# Ivar Øiesvold
Ivar Øiesvold (14. července 1919, Bodø – 1978) byl norský fotograf. Byl synem George a Marie Øisevoldových. Oženil se s Marit Bjerke.

## Øiesvolds archiv
Øiesvoldsův archiv byl věnován instituci Preus Museum v roce 2006. Fotografický archiv obsahuje přibližně 6000 pozitivů, negativů a diapozitivů. Fotografie byly pořízeny v období od roku 1950 do roku 1970.